# Castellar del Vallès (kommun)
Castellar del Vallès är en kommun i Spanien.   Den ligger i provinsen Província de Barcelona och regionen Katalonien, i den östra delen av landet, 500 km öster om huvudstaden Madrid. Antalet invånare är 23 363. Arean är 45 kvadratkilometer. Castellar del Vallès gränsar till Sant Llorenç Savall, Sentmenat, Sabadell, Terrassa och Matadepera. 
Terrängen i Castellar del Vallès är kuperad norrut, men söderut är den platt.